# Соболенко, Арина Сергеевна
Ари́на Серге́евна Соболе́нко (бел. Арына Сяргееўна Сабале́нка; род. 5 мая 1998, Минск) — белорусская теннисистка. Первая ракетка мира в одиночном разряде; победительница трёх турниров Большого шлема в одиночном разряде (Открытый чемпионат Австралии-2023, 2024, Открытый чемпионат США-2024); финалистка двух турниров Большого шлема в одиночном разряде (Открытый чемпионат США-2023, Открытый чемпионат Австралии-2025); финалистка Итогового турнира WTA 2022 в одиночном разряде; победительница двух турниров Большого шлема в парном разряде (Открытый чемпионат США-2019, Открытый чемпионат Австралии-2021 — оба титула завоёваны в паре с Элизе Мертенс); победительница 26 турниров WTA (из них 20 в одиночном разряде); финалистка Кубка Федерации (2017) в составе национальной сборной Беларуси.

## Общая биография
Заниматься теннисом начала в возрасте шести лет, когда вместе с отцом Сергеем проезжала мимо теннисных кортов, и он решил попробовать отдать дочь на занятия. По её словам, в 9 лет она поняла, что теннис ей не подходит, но продолжила занятия, чтобы не разочаровывать родителей. Отец — бывший хоккейный вратарь, который играл до 19 лет, пока не попал в автомобильную аварию и после этого играл только на любительском уровне. Скончался в 2019 году в возрасте 44 лет. Мать Юлия. Есть младшая сестра — Антонина.
Личная жизнь
У Соболенко на левой руке есть татуировка с изображением тигра, из-за чего она получила прозвище Тигрица. Её кумирами в теннисе в детстве были Серена Уильямс и Мария Шарапова.
С 2021 по 2024 год была в отношениях с хоккеистом Константином Кольцовым. Вскоре после расставания с Соболенко Кольцов покончил жизнь самоубийством.
С 2024 года она находится в отношениях с бразильским бизнесменом и автогонщиком греческого происхождения Георгиосом Франгулисом.

## Спортивная карьера

### Начало карьеры

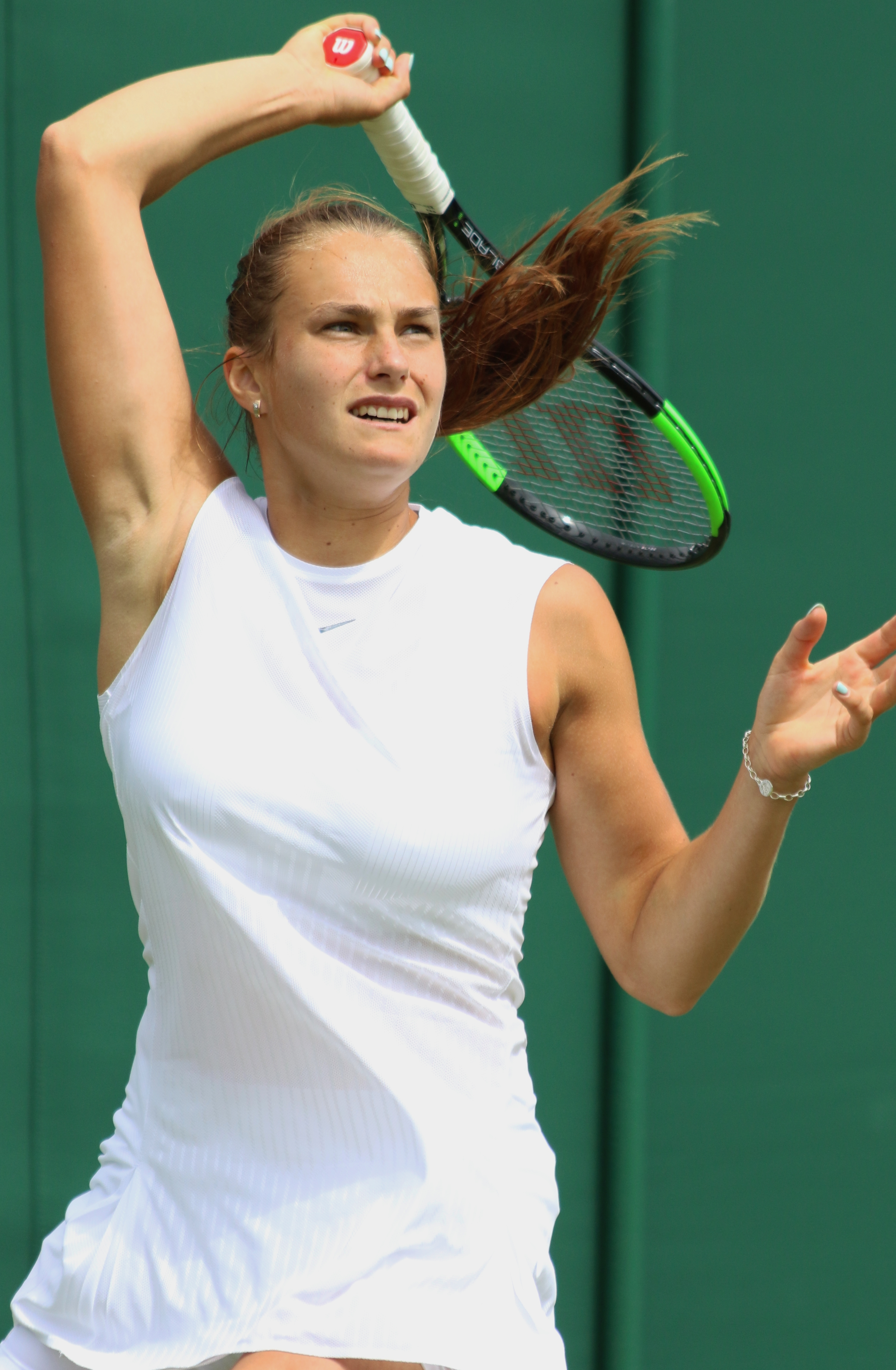
На Уимблдоне 2017 года

Первым соревнованием, где в 12-летнем возрасте победила Соболенко, стало открытое первенство СДЮШОР. В 13 лет теннисистка стала лучшей на турнире ГЦОР и открытом республиканском турнире на призы РЦОП. До перехода на взрослый уровень в 2014 году Соболенко победила ещё на четырёх детских турнирах. В целом в Юниорском туре ITF она не показывала сильных результатов и имела низкий юниорский рейтинг (максимально поднялась на 225-е место в 2015 году), который не давал возможности Арине отбираться на юниорские турниры серии Большого шлема. Всего под эгидой ITF она выиграла два небольших турнира в одиночном и три в парном разряде. Последние выступления на юниорском уровне пришлись на 2015 год.
На взрослых соревнованиях она сыграла впервые в ноябре 2012 года в возрасте 14-ти лет, получив уайлд-кард на 25-тысячник из цикла ITF в Минске. Официальный старт взрослой карьеры пришёлся на 2015 год, когда Соболенко получила первый рейтинг и стала регулярно набирать опыт на взрослых турнирах Международной федерации тенниса. Осенью того года она выиграла первые два титула на 10-тысячниках из цикла ITF в Анталье, а в декабре победила на «25-тысячнике» в Пуне, Индия.
В апреле 2016 года Соболенко дебютировала в сборной Беларуси в Кубке Федерации. Она сыграла в парный матч, которой не решал судьбу встречи в плей-офф с Россией (белорусские теннисистки уже обеспечили общую победу). В паре с Ольгой Говорцовой она уступила Елене Весниной и Дарье Касаткиной. В мае она смогла выиграть 50-тысячник ITF в Тяньцзине и это позволило подняться в топ-200. Следующий титул на 50-тысячнике она выиграла в ноябре на турнире в Тоёте, (Япония), переиграв в финале Лизетту Кабреру из Австралии (6-2, 6-4).
В январе 2017 года на Открытом чемпионате Австралии Соболенко уступила во втором квалификационном раунде китаянке Лю Фанчжоу в трёх сетах. Это была её вторая попытка (после прошлогоднего Открытого чемпионата США) пройти квалификацию на взрослый Большой шлем. В феврале в составе сборной Беларуси стала соавтором победы над сборной Нидерландов в четвертьфинале Кубка Федерации (проиграла Кики Бертенс и выиграла у Михаэллы Крайчек). Через две недели после этого она впервые сыграла в основной сетке турнира WTA-тура, пройдя через квалификацию на соревнование в Дубае, где в первом раунде проиграла Катерине Бондаренко из Украины. В апреле она помогла в полуфинале Кубка Федерации одержать победу Беларуси над сборной Швейцарии с общим счётом 3:2 (проиграла Тимее Бачински и выиграла у Виктории Голубич). Беларусь впервые вышла в финал главного командного кубка в женском теннисе.
В первом раунде квалификации на дебютный для себя Ролан Гаррос 2017 года Соболенко проиграла 21-летней турчанке Ипек Сойлу. Травяную часть сезона начала на 100-тысячнике ITF в Манчестере, где дошла до полуфинала, уступив Александре Крунич. На Уимблдонском турнире Соболенко с четвёртой попытки смогла выиграть квалификацию и попасть на первый в карьере Большой шлем. В первом раунде она победила 110-ю ракетку мира Ирину Хромачёву — 6-3, 6-4. Во втором раунде соперницей Соболенко стала немка Карина Виттхёфт, которой белоруска проиграла — 6-7, 6-3, 3-6. В августе на турнире в Вашингтоне она дошла до второго раунда, переиграв в первом круге третью сеянную, американку Лорен Дэвис3, а во втором круге в трёх сетах проиграла немке Сабин Лисицки.
В сентябре 2017 года Соболенко пробилась в первый полуфинал в WTA-туре на турнире в Ташкенте, в котором в двух сетах уступила венгерке Тиме Бабош. 14 октября, обыграв в 1/2 финала турнира в Тяньцзине (Китай) Сару Эррани, она вышла в свой первый в карьере финал WTA. В борьбе за титул она потерпела поражение от экс-первой ракетки мира Марии Шараповой со счётом 5-7, 6-7(8), причём во втором сете Соболенко вела 5-1 и дважды подавала на сет. Данный успех позволил Соболенко впервые в карьере подняться в первую сотню женского рейтинга, а также стать первой ракеткой Беларуси. В концовке сезона она выступила за сборную в финале Кубка Федерации, где их соперником была сборная США. Соболенко выиграла матч против Слоан Стивенс (6-3, 3-6, 6-4), но затем уступила Коко Вандевеге (6-7, 1-6). На решающую парную встречу соперницы вышли при счёте 2:2. Соболенко сыграла в дуэте с Александрой Соснович, но они не смогли переиграть Коко Вандевеге и Шелби Роджерс (3-6, 6-7) и Кубок достался американкам. По итогам сезона она заняла 78-е место в мире. Последними выступлениями в сезоне стали турниры младшей серии WTA 125: в Тайбэе Арина выиграла парный приз в партнёрстве с Вероникой Кудерметовой, а в Мумбаи завоевала одиночный титул.

### 2018—2019 (новичок года, первые титулы WTA, топ-10 и первый парный Большой шлем)

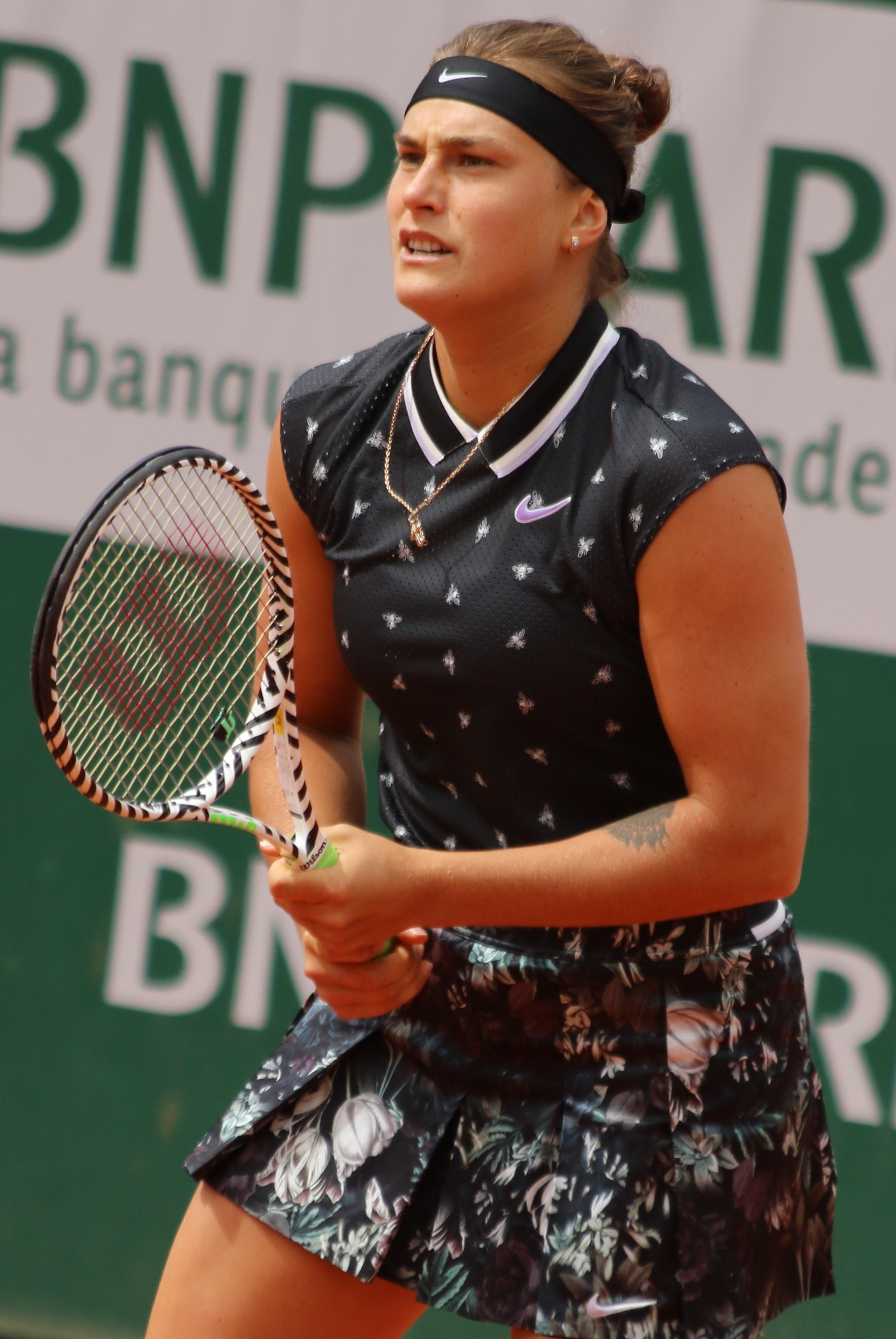
На Ролан Гаррос 2019 года

В 2018 году Соболенко улучшила свои результаты и вышла на достаточно высокий уровень игры. Сезон она начала с двух четвертьфиналов на турнирах в Шэньчжэне и Хобарте. На первом в году Большом шлеме — Открытом чемпионате Австралии жребий свёл Соболенко в первом раунде с 18-й сеянной турнира Эшли Барти. Арина взяла первый сет на тай-брейке, но отдала два следующих и выбыла из борьбы. В феврале в Минске она сыграла за Беларусь в 1/4 финала Кубка Федерации против команды Германии. Соболенко выиграла две одиночных встречи у Антонии Лоттнер и Татьяны Марии, однако парную встречу в дуэте с Лидией Морозовой проиграла Анне-Лене Грёнефельд и Татьяне Марии, пропустив таким образом в полуфинал Кубка сборную Германии.
Грунтовую часть сезона в апреле 2018 года Соболенко начала с выхода в финал турнира в Лугано, в котором она проиграла бельгийке Элизе Мертенс. В Лугано она также сыграла и в парном финале совместно с Верой Лапко. После турнира Арина поднялась в топ-50. Затем она помогла сборной остаться в Мировой группе Кубка Федерации на следующий год, обыграв двух представительниц Словакии: Викторию Кужмову и Анну Каролину Шмидлову. Далее выступления на грунте не получались и Соболенко проиграла стартовые матчи на четырёх турнирах подряд, в том числе и на Открытом чемпионате Франции.
На траве результаты улучшились. В июне она начала выступления с выхода в 1/4 финала в Хертогенбосе. Через две недели она показала хорошую игру на Премьер-турнире в Истборне. В четвертьфинале она впервые смогла обыграть теннисистку из топ-10 — Каролину Плишкову (№ 7 в мире на тот момент). После этого она прошла сильную теннисистку Агнешку Радваньскую и впервые сыграла в финале турнира Премьер-серии. В решающем матче Соболенко проиграла второй ракетке мира Каролине Возняцки — 5-7, 6-7(5). Однако на Уимблдоне она оступилась уже в первом раунде, проиграв румынке Михаэле Бузарнеску.
В августе 2018 года на турнире серии Премьер 5 в Монреале Соболенко в трёх сетах впервые в карьере обыграла вторую ракетку мира Каролину Возняцки (5-7, 6-2, 7-6). По регламенту турнира через пять часов, вечером того же дня Соболенко пришлось вновь выйти на корт, на сей раз против 15-й ракетки мира Элизе Мертенс, — спортсменка удачно взяла первый сет, во втором уступила на тай-брейке, но на третий (шестой сет за день) сил уже не хватило — 6-2, 6-7, 0-6. На турнире такого же статуса в Цинциннати Соболенко победила в трёх сетах Йоханну Конта, затем двух теннисисток из первой десятки — Каролину Плишкову и Каролин Гарсию. В четвертьфинале она смогла пройти Мэдисон Киз, а в полуфинале проиграла Симоне Халеп. На турнире в Нью-Хейвене Арина Соболенко смогла в полуфинале обыграть № 9 в мире Юлию Гёргес. 25 августа в финале она обыграла испанскую теннисистку Карлу Суарес Наварро (6-1, 6-4) и завоевала свой первый титул WTA в карьере. Достижения августа помогли белоруске подняться за месяц с 39-й на 20-ю строчку рейтинга. На Открытом чемпионате США Соболенко продолжила показывать хороший теннис. Пройдя в третий раунд, она смогла обыграть № 5 в мире Петру Квитову. Впервые оказавшись в четвёртом раунде Большого шлема, Соболенко уступила итоговой чемпионке того розыгрыша Наоми Осака.
В конце сентября Соболенко отлично сыграла на турнире серии Премьер 5 в Ухане. В первом раунде она вновь обыграла Суарес Наварро, а во втором прошла № 6 в мире Элину Свитолину. Далее по очереди Арина победила Софию Кенин, Доминку Цибулкову и Эшли Барти. 29 сентября в финале она сыграла с эстонской теннисисткой Анетт Контавейт и обыграла её со счётом 6-3, 6-3. Соболенко завоевала свой второй титул WTA в карьере и первый уровня Премьер 5. В октябре Соболенко вышла в четвертьфинал турниров в Пекине и Тяньцзине. Поднявшись на 12-ю строчку, она сыграла в конце сезона на втором по значимости Итоговом турнире — Трофей элиты WTA. Соболенко не смогла выйти из группы (победила Барти, но проиграла Гарсии), однако поднялась ещё на одну позицию, заняв по итогам сезона 11-е место рейтинга. Успехи сезона были отмечены ассоциацией наградой «Новичок года».
2019 год Соболенко провела на таком же высоком уровне и добавила в парном разряде, начав выступать в команде с бельгийкой Элизе Мертенс. На первой игровой неделе нового сезона Соболенко завоевала титул на турнире в Шэньчжэне. В финальном поединке она переиграла американку Алисон Риск в трёх сетах. Это третья победа на турнирах WTA в карьере. На Открытом чемпионате Австралии она выиграла первые матчи, но неожиданно в третьем круге уступила молодой американке Аманде Анисимовой в двух сетах. Несмотря на проигрыш, она смогла впервые войти в топ-10 мирового рейтинга. В феврале на зальном турнире в Санкт-Петербурге дошла до полуфинала, где проиграла Кики Бертенс из Нидерландов. Затем Соболенко помогла Беларуси разгромить в 1/4 финала Кубка Федерации сборную Германии, выиграв свои матчи у Лауры Зигемунд и Андреи Петкович. В марте на Премьер-турнире высшей категории в Индиан-Уэлсе она в четвёртом раунде проиграла немке Анжелике Кербер. Зато в парном разряде она выиграла первый титул WTA совместно с Элизе Мертенс. На следующем крупном турнире в Майами Мертенс и Соболенко вновь смогли выиграть парный титул.
В апреле 2019 года Соболенко была заиграна за сборную в полуфинальном матче Кубка Федерации против Австралии. Ей удалось выиграть стартовый матч у Саманты Стосур, а в третьем матче полуфинала она проиграла лидеру австралиек Эшли Барти. В решающей противостояние парной встрече Соболенко в альянсе с Викторией Азаренко проиграла Барти и Стосур и австралийки в итоге попали в финал Кубка. В мае она вышла в полуфинал турнира в Страсбурге. На Ролан Гаррос она проиграла уже во втором раунде и, вновь как в Австралии, Аманде Анисимовой. В парном разряде Открытого чемпионата Франции Мертенс и Соболенко смогли выйти в полуфинал. Травяную часть сезона Соболенко провела неудачно, лишь на одном турнире из четырёх она смогла выиграть матчи — в Истборне, где она вышла в 1/4 финала. В парном разряде с Мертенс она вышла в четвертьфинал на Уимблдоне.
Хардовую часть сезона в Северной Америке Соболенко начала с выхода в финал в первых числах августа на турнире в Сан-Хосе, в котором проиграла китаянке Чжэн Сайсай (3-6, 6-7). На Открытом чемпионате США она опять проиграла на ранней стадии Большого шлема, уступив во втором раунде Юлии Путинцевой в двух сетах. Зато в парном разряде её ждал успех. Мертенс и Соболенко смогли выиграть свой первый в карьере титул на Большом шлеме, обыграв в финале пару Викторию Азаренко и Эшли Барти. Титул в Нью-Йорке позволил белорусской спортсменке впервые войти в топ-10 парного рейтинга, заняв 6-ю строчку.
| Стадия  | Соперницы (посев)                    | Рейтинг     | Счёт        |
| 1 раунд | Анна Блинкова Ван Яфань              | 66 / 76     | 6-3 6-4     |
| 2 раунд | Каролина Мухова Джил Тайхман         | 1 183 / 460 | 7-6(1) 6-3  |
| 3 раунд | Виктория Голубич Сара Соррибес Тормо | 251 / 69    | 6-3 7-5     |
| 1/4     | Дуань Инъин Чжэн Сайсай (12)         | 25 / 28     | 6-4 6-3     |
| 1/2     | Кэролайн Доулхайд Ваня Кинг (PR)     | 114 / 198   | 4-6 6-3 6-4 |
| Финал   | Виктория Азаренко Эшли Барти (8)     | 26 / 9      | 7-5 7-5     |

Осеннюю часть сезона Соболенко начала с выхода в четвертьфинал на турнире в Чжэнчжоу. Затем она смогла защитить титул на турнире серии Премьер 5 в Ухане. В полуфинале она впервые смогла обыграть первую ракетку мира, которой на тот момент была Эшли Барти (7-5, 6-4), а в финале победила американку Алисон Риск (6-3, 3-6, 6-1). Также в Ухане в дуэте с Мертенс она смогла дойти до парного финала. В концовке сезона на малом итоговом турнире — Трофей элиты WTA, ей удаётся взять титул, обыграв в финале Кики Бертенс со счётом 6-4, 6-2. На главном Итоговом турнире она выступила в парном разряде совместно с Мертенс, однако их пара не смогла преодолеть групповой этап. Второй сезон подряд Соболенко финишировала на 11-м месте одиночного рейтинга, а в парах смогла занять 5-е место.

### 2020—2021 (№ 2 в одиночках и № 1 в парах, парный титул в Австралии)
В январе 2020 года на турнире в Аделаиде Соболенко обыграла в 1/4 финала Симону Халеп (№ 4 в мире) и вышла в полуфинал. В стартовом матче Открытого чемпионата Австралии ей в соперницы досталась сильная испанка Карлу Суарес Наварро, которой Арина проиграла в борьбе — 7-6(6), 7-6(6). В парном разряде в Мельбурне с Мертенс она добралась до четвертьфинала. После выступления в Австралии Соболенко сыграла в квалификации Кубка Федерации и помогла обыграть Беларуси сборную Нидерландов. Затем она сыграла на турнире Дубае и прошла в четвертьфинал. В конце февраля Соболенко выиграла турнир серии Премьер 5 в Дохе. В финальном матче она нанесла поражение чешке Петре Квитовой (№ 11 в мире) — 6-3, 6-3. Для белоруски это шестой титул на турнирах WTA в одиночном разряде, третий — на соревнованиях категории «Премьер 5».
После вынужденной паузы сезона 2020 года Соболенко неудачно провела серию турниров в США, закончив поражением во втором раунде Открытого чемпионата США от Виктории Азаренко. В сентябре вышла в полуфинал на турнире в Страсбурге, а затем на Ролан Гаррос проиграла в третьем раунде Унс Джабир. До конца сезона выступила ещё на двух турнирах и выиграла два титула. Сначала в октябре победила на турнире в Остраве, где обыграла в финале Викторию Азаренко со счётом 6-2, 6-2. Также в Остраве завоевала парный трофей в альянсе с Элизе Мертенс. А в ноябре на последнем турнире года в Туре, который прошёл в Линце, Соболенко выиграла свой 8-й титул в рамках тура WTA, обыграв в финале свою напарницу по парным выступлениям Элизе Мертенс со счётом 7-5, 6-2. Данная победа позволила Арине впервые в карьере закончить год в топ-10 мирового рейтинга.
В сезоне 2021 года Соболенко удалось выйти на новый уровень. В начале января она стала победительницей турнира серии WTA-500 в Абу-Даби, в финале обыграв россиянку Веронику Кудерметову в двух сетах. На Открытом чемпионате Австралии она уверенно дошла до четвёртого раунда, в котором уступила Серене Уильямс в первом очном матче в трёх сетах. В парном разряде Мертенс и Соболенко выиграли свой второй совместный Большой шлем. Этот триумф позволил белорусской теннисистке впервые в карьере занять первую строчку парного рейтинга.
| Стадия  | Соперницы (посев)                        | Рейтинг  | Счёт           |
| 1 раунд | Алисон ван Эйтванк Корнелия Листер       | 104 / 78 | 3-6 7-5 6-4    |
| 2 раунд | Эшли Барти Дженнифер Брэди               | 15 / 60  | Без игры       |
| 3 раунд | Вера Звонарёва Лаура Зигемунд (16)       | 37 / 36  | 6-3 6-7(5) 6-2 |
| 1/4     | Сюко Аояма Эна Сибахара (7)              | 14 / 18  | 6-2 6-0        |
| 1/2     | Николь Мелихар Деми Схюрс (4)            | 11 / 12  | 7-5 6-4        |
| Финал   | Барбора Крейчикова Катерина Синякова (3) | 7 / 8    | 6-2 6-3        |

На вершине парного рейтинга Соболенко продержалась пять недель — до 4 апреля. После триумфа в Мельбурне она редко играла в парном разряде, сконцентрировавшись на одиночных выступлениях. В марте Арина вышла в четвертьфинал турнира в Дубае, а затем смогла выйти в ту же стадию на турнире в Майами. Грунтовую часть сезона она начала с выступления в конце апреля на турнире WTA 500 в Штутгарте, где смогла обыграть в полуфинале третью ракетку мира Симону Халеп (6-3, 6-2) и выйти в финал, в котором проиграла первой ракетке мира Эшли Барти (6-3, 0-6, 3-6). В начале мая Соболенко вновь сыграла в финале с Барти на турнире WTA 1000 в Мадриде. На этот раз она смогла обыграть австралийку со счётом 6-0, 3-6, 6-4 и победить на престижном турнире. Победа в Мадриде позволила Арине впервые подняться на 4-ю строчку мирового рейтинга. Однако на Открытом чемпионате Франции белорусская теннисистка вновь не смогла далеко пройти, проиграв в третьем раунде финалистке того турнира Анастасии Павлюченковой.
На траве в 2021 году Соболенко сыграла на двух турнирах. В Истборне она вышла в четвертьфинал, а на главном турнире на траве — Уимблдоне — смогла преодолеть «проклятье» Больших шлемов и впервые выйти во вторую неделю в одиночном разряде. Соболенко воспользовалась хорошей сеткой (самый высокий рейтинг соперниц был у Елены Рыбакиной — № 20) и прошла в первый полуфинал в одиночках на Большом шлеме. В борьбе за выход в финал она проиграла Каролине Плишковой из Чехии 7-5, 4-6, 4-6. После этого выступления она поднялась уже на третью строчку в мировом рейтинге. В конце июля она сыграла на дебютных для себя Олимпийских играх, которые проходили в Токио. Соболенко неожиданно проиграла во втором раунде на тай-брейке решающего сета хорватке Донне Векич. В августе на турнире WTA 1000 в Монреале она смогла выйти в полуфинал. На Открытый чемпионат США Соболенко приехала уже в статусе второй ракетки мира. Она смогла преодолеть первые раунды и в четвертьфинале обыграла чемпионку Ролан Гаррос Барбору Крейчикову — 6-1, 6-4. В полуфинале Соболенко была фавориткой в матче против 19-летней представительницы Канады Лейлы Фернандес. В равной борьбе Арина проиграла со счётом 6-7(3), 6-4, 4-6 и упустила шанс выйти в первый одиночный финал Большого шлема.
В конце сезона Соболенко сыграла только два турнира. В октябре на Кубке Кремля в Москве она дошла до четвертьфинала. На дебютном главном Итоговом турнире в своей группе смогла обыграть Игу Свёнтек, но проиграла Пауле Бадосе и Марии Саккари, не сумев преодолеть групповой этап. Соболенко в рейтинге осталась на второй позиции по итогам года.

### 2022 год
На Открытом чемпионате Австралии Соболенко дошла до четвёртого раунда, в котором уступила Кайе Канепи — 7-5, 2-6, 6-7.
На турнире WTA 500 в Дубае во втором круге проиграла Петре Квитовой — 4-6, 4-6. На турнире WTA 1000 в Дохе дошла да 1/4 финала, где уступила Иге Свёнтек — 2-6, 3-6.
На турнире WTA 1000 в Индиан-Уэлс во втором круге проиграла Жасмин Паолини (6-2, 3-6, 3-6), а на турнире аналогичной серии в Майами на той же стадии — Ирине Бегу (4-6, 4-6).
На грунтовом турнире WTA 500 в Чарльстоне в третьем круге и на турнире WTA 1000 в Мадриде в первом круге проиграла Аманде Анисимовой в трёх сетах. На турнире WTA 500 в Штутгарте дошла до финала, а на турнире WTA 1000 в Риме — до полуфинала, но каждый раз уступала Иге Свёнтек в двух партиях.
На Открытом чемпионате Франции в третьем круге проиграла Камиле Джорджи — 6-4, 1-6, 0-6.
На травяном турнире WTA 250 в Хартогенбосхе дошла до финала, но уступила Екатерине Александровой — 5-7, 0-6. На турнире WTA 500 в Берлине проиграла в первом круге Веронике Кудерметовой — 6-2, 5-7, 4-6.
На хардовом турнире WTA 500 в Сан-Хосе дошла до 1/4 финала, где уступила Дарье Касаткиной — 6-4, 5-7, 0-6. На турнире WTA 1000 в Торонто в третьем круге в упорной борьбе проиграла Кори Гауфф — 5-7, 6-4, 6-7. На турнире WTA 1000 в Цинциннати дошла до полуфинала, но уступила Каролин Гарсия — 2-6, 6-4, 1-6.
На Открытом чемпионате США второй год подряд дошла до полуфинала, где проиграла первой ракетке мира Иге Свёнтек — 6-3, 1-6, 4-6.
На турнире WTA 500 в Сан-Диего дошла до 1/4 финала, где уступила Донне Векич — 4-6, 7-6, 1-6.
На турнире WTA 1000 в Гвадалахаре во втором круге проиграла Людмиле Самсоновой — 4-6, 6-2, 2-6.
На Итоговом турнире WTA в Форт-Уэрте дошла до финала, где уступила француженке Каролин Гарсия — 6-7, 4-6.
Арина Соболенко завершила сезон на 5-й строке в мировом рейтинге WTA, хотя не выиграла за год ни одного турнира.

### 2023: победа на Открытом чемпионате Австралии и финал в США
В начале января выиграла турнир серии WTA 500 в Аделаиде.
На Открытом чемпионате Австралии была посеяна под пятым номером и впервые в карьере вышла в финал турнира Большого шлема в одиночном разряде, не проиграв до финала ни одного сета. В финале 28 января Соболенко обыграла Елену Рыбакину со счётом 4-6, 6-3, 6-4. За матч она сделала 17 эйсов, активно выиграла 51 мяч при 28 невынужденных ошибках, реализовала 3 из 13 брейкпойнтов. Во втором и третьем сетах Соболенко ни разу не отдала свою подачу. По итогам турнира Соболенко вернулась на второе место в рейтинге.
| Стадия  | Соперница (посев)   | Рейтинг | Счёт        |
| 1 раунд | Тереза Мартинцова   | 74      | 6-1 6-4     |
| 2 раунд | Шелби Роджерс       | 51      | 6-3 6-1     |
| 3 раунд | Элизе Мертенс (26)  | 32      | 6-2 6-3     |
| 4 раунд | Белинда Бенчич (12) | 10      | 7-5 6-2     |
| 1/4     | Донна Векич         | 64      | 6-3 6-2     |
| 1/2     | Магда Линетт        | 45      | 7-6(1) 6-2  |
| Финал   | Елена Рыбакина (22) | 25      | 4-6 6-3 6-4 |

В апреле Соболенко дошла до финала турнира WTA 500 в Штутгарте на грунте, где проиграла Иге Свёнтек (3-6, 4-6). В мае Соболенко выиграла турнир WTA 1000 в Мадриде на грунте, в финале Соболенко взяла реванш у Свёнтек со счётом 6-3, 3-6, 6-3.
На Открытом чемпионате Франции Соболенко уверенно дошла до полуфинала (впервые в карьере), не отдав ни одного сета в пяти матчах. В полуфинале Соболенко в очень упорном матче уступила 43-й ракетке мира Каролине Муховой — 6-7(5), 7-6(5), 5-7.
На Уимблдоне Соболенко второй раз в карьере дошла до полуфинала, где проиграла Онс Жабёр со счётом 7-6(5), 4-6, 3-6.

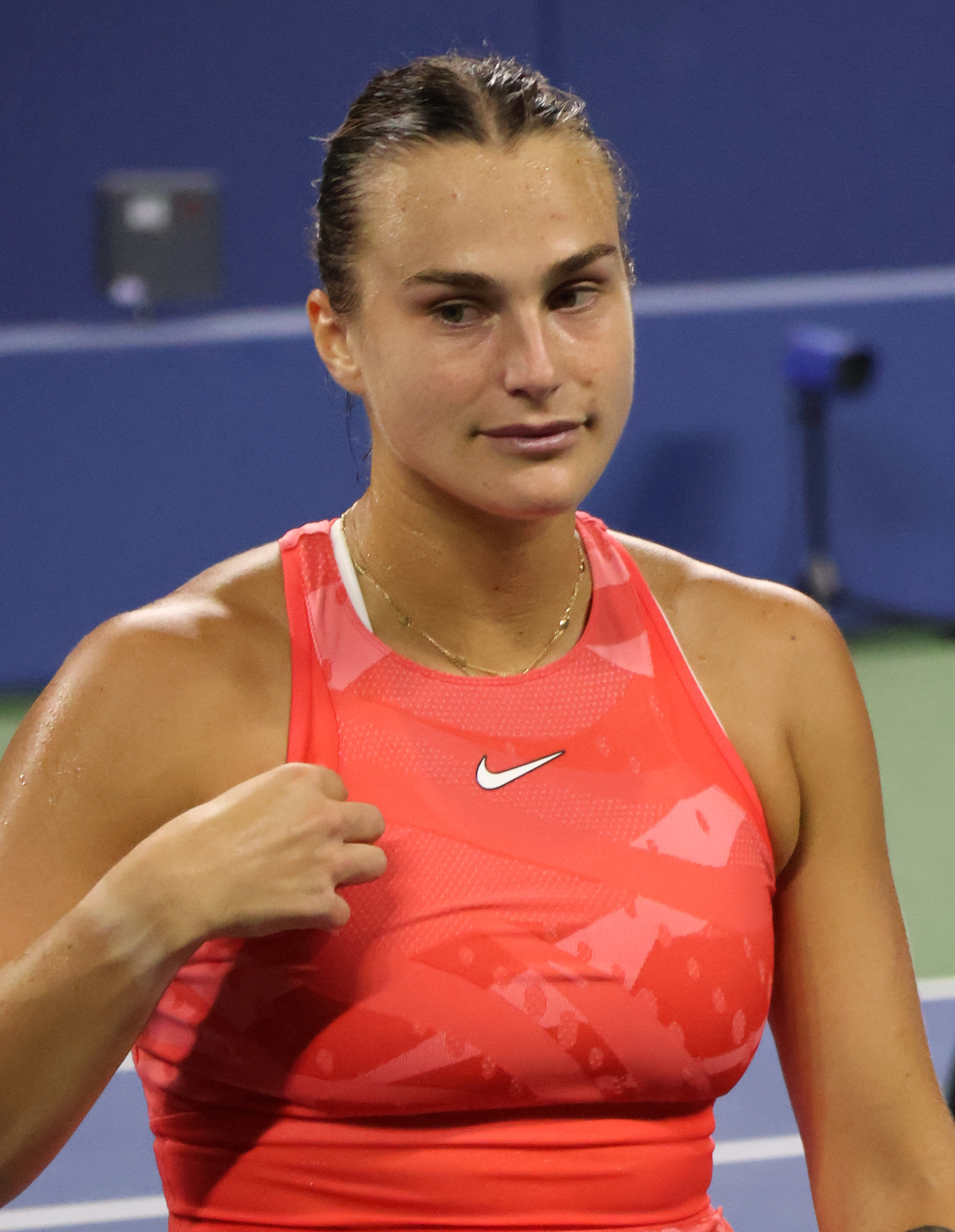
Открытый чемпионат США 2023

На Открытом чемпионате США после поражения лидера рейтинга WTA Иги Свёнтек в четвёртом раунде стало известно, что по итогам турнира Соболенко впервые в карьере станет первой ракеткой мира в одиночном разряде. В финале Соболенко уступила 19-летней американке Кори Гауфф со счётом 6-2, 3-6, 2-6.
После Открытого чемпионата США сыграла только на двух турнирах. На турнире серии WTA 1000 в Пекине проиграла Рыбакиной в четвертьфинале (5-7, 2-6). На Итоговом турнире в мексиканском Канкуне на групповой стадии Соболенко обыграла Марию Саккари и Елену Рыбакину и уступила Джессику Пегуле. В полуфинале Соболенко проиграла Иге Свёнтек со счётом 3-6, 2-6. В результате уступила Свёнтек первую строчку рейтинга по итогам сезона, закончив год на втором месте.

### 2024: второй подряд титул в Австралии и первый в США
На турнире WTA 500 в Брисбене вышла в финал и проиграла Елене Рыбакиной со счётом 0-6, 3-6.
На Открытом чемпионате Австралии Соболенко уверенно дошла до полуфинала. Она выиграла все 5 матчей в двух партиях, отдав суммарно всего 16 геймов. Соболенко 8-й раз в карьере и шестой раз подряд вышла в полуфинал турнира Большого шлема. В полуфинале Соболенко встретилась с 4-й ракеткой мира Кори Гауфф. В первом сете Соболенко вела 5-2, но затем проиграла 4 гейма подряд. Гауфф подавала на сет и вела 30-0, но Соболенко взяла 4 очка подряд, а затем выиграла тай-брейк. Во втором сете Соболенко сделала брейк при счёте 4-4 и затем выиграла свою подачу — 7-6(2), 6-4. Соболенко третий раз в карьере вышла в финал турнира Большого шлема и второй раз подряд в Австралии. В финале Соболенко разгромила 15-ю ракетку мира китаянку Чжэн Циньвэнь со счётом 6-3, 6-2. За весь матч Соболенко ни разу не отдала свою подачу, отыграв все 4 брейкпойнта и выиграв 84 % мячей на первой подаче. Последней, кто выигрывал титул в Австралии дважды подряд, была Виктория Азаренко в 2012 и 2013 годах.
| Стадия  | Соперница (посев)      | Рейтинг | Счёт       |
| 1 раунд | Элла Зайдель (Q)       | 173     | 6-0 6-1    |
| 2 раунд | Бренда Фрухвиртова (Q) | 107     | 6-3 6-2    |
| 3 раунд | Леся Цуренко (28)      | 33      | 6-0 6-0    |
| 4 раунд | Аманда Анисимова       | 442     | 6-3 6-2    |
| 1/4     | Барбора Крейчикова (9) | 11      | 6-2 6-3    |
| 1/2     | Кори Гауфф (4)         | 4       | 7-6(2) 6-4 |
| Финал   | Чжэн Циньвэнь (12)     | 15      | 6-3 6-2    |

На турнире WTA 1000 в Дубае во втором круге уступила Донне Векич — 7-6(5), 3-6, 0-6.
На турнире WTA 1000 в Индиан-Уэллс в четвёртом круге проиграла Эмме Наварро — 3-6, 6-3, 2-6. На турнире WTA 1000 в Майами в третьем круге уступила Ангелине Калининой — 4-6, 6-1, 1-6.
На грунтовом турнире WTA 500 в Штутгарте дошла до 1/4 финала и проиграла Маркете Вондроушовой — 6-3, 3-6, 5-7. На турнире WTA 1000 в Мадриде не смогла защитить титул, упустив в финале три матчбола с Игой Свёнтек — 5-7, 6-4, 6-7(7). На турнире WTA 1000 в Риме вновь вышла в финал, но опять уступила Свёнтек — 2-6, 3-6.
На Открытом чемпионате Франции Соболенко, не отдав ни сета, дошла до 1/4 финала, но довольно неожиданно проиграла 17-летней Мирре Андреевой в упорной борьбе — 7-6(5), 4-6, 4-6.
В июне была вынуждена сняться во время матча против Анны Калинской на травяном турнире в Берлине из-за травмы правого плеча. Пропустила из-за травмы Уимблдон. Не выступала на Олимпийских играх в Париже на кортах «Ролан Гаррос».
В середине августа выиграла турнир серии WTA 1000 в Цинциннати, не отдав соперницам ни сета в пяти матчах. В полуфинале Соболенко обыграла Свёнтек, при этом впервые в карьере со счётом 6-3, 6-3, а в финале победила Джессику Пегулу со счётом 6-3, 7-5.
На Открытый чемпионат США Арина вышла в финал, повторив результат 2023 года. На протяжении двух недель отдала лишь один сет Екатерине Александровой в третьем круге. В полуфинале встретилась с Олимпийской чемпионкой, Чжэн Циньвэнь и блестяще проведя матч, обыграла соперницу со счётом 6-1, 6-2. В финале, как и на турнире ранее, соперницей была Джессику Пегулу. Однако американке не удалось взять реванш за поражение в Цинциннати, и Соболенко впервые в карьере выиграла турнира Большого шлема в США. Это стал третий титул Большого шлема в карьере и второй в сезоне.
| Стадия  | Соперница (посев)           | Рейтинг | Счёт        |
| 1 раунд | Присцилла Хон (Q)           | 203     | 6-3 6-3     |
| 2 раунд | Лючия Бронцетти             | 76      | 6-3 6-1     |
| 3 раунд | Екатерина Александрова (29) | 31      | 2-6 6-1 6-2 |
| 4 раунд | Элизе Мертенс (33)          | 35      | 6-2 6-4     |
| 1/4     | Чжэн Циньвэнь (7)           | 7       | 6-1 6-2     |
| 1/2     | Эмма Наварро (13)           | 13      | 6-3 7-6(2)  |
| Финал   | Джессика Пегула (6)         | 6       | 7-5 7-5     |

После Открытого чемпионата США Арина дошла до четвертьфинала на турнире в Пекине, где уступила чешской теннисистке Каролине Муховой со счётом 6-7(5), 6-2, 4-6.
На турнире WTA 1000 в Ухане выиграла 3 титул подряд, установив рекорд на данном турнире в одиночном разряде. В финале обыграла Чжэн Циньвэнь со счётом 6-3, 5-7, 6-3.
На Итоговом турнире в Эр-Рияде на групповой стадии Соболенко обыграла Жасмин Паолини и Чжэн Циньвэнь и уступила Елене Рыбакиной. В полуфинале Соболенко проиграла Кори Гауфф со счётом 6-7(4), 3-6.
По итогам сезона закрепилась в качестве лидера мирового рейтинга и впервые в карьере закончила сезон на первом месте.

### 2025
На турнире WTA 500 в Брисбене (Австралия) завоевала титул, в финале победив Полину Кудерметову (4-6, 6-3, 6-2). Далее Арина Соболенко дошла до третьего подряд финала Открытого чемпионата Австралии, где в финале уступила американке Мэдисон Киз (3-6, 6-2, 5-7). На ближневосточной серии турниров Соболенко на стадии второго раунда в Дохе проиграла россиянке Екатерине Александровой (6-3, 3-6, 6-7). На турнире WTA 1000 в Дубае Соболенко на стадии третьего раунда проиграла представительнице Дании Кларе Таусон (3-6, 2-6). На турнире WTA 1000 в Майами в финале была обыграна американка Джессика Пегула (7-5, 6-2).
Победив в четвертьфинале Уимблдонского турнира немку Лауру Зигемунд, первой в сезоне квалифицировалась на итоговый турнир WTA-2025. Десятый  раз выйдя в полуфинал на своих последних 11 турнирах «Большого шлема», стала второй (после Серены Уильямс) теннисисткой в XXI веке, кому удавалась совершить подобное.

## Тренеры
Первым тренером Соболенко в детстве стала Елена Вергеенко. Подготовкой теннисистки в разное времени занимались тренеры Сергей Александров, Татьяна Пучек, Владимир Перко, с которым Соболенко в мае 2016 года в китайском Тяньцзине выиграла свой первый 50-тысячник из цикла ITF. Позже занималась со спарринг-партнёром Антоном Дубровым и тренером по физподготовке Вадимом Сашуриным, в прошлом чемпионом мира по биатлону. С 2016 года тренировалась у российского специалиста Халила Ибрагимова. Бурный прогресс Соболенко подтверждал такой факт: за неделю подготовки к матчу с командой Швейцарии теннисистка увеличила скорость ввода мяча в игру на 25 км/ч. В январе 2018 года она объявила о завершении сотрудничества с Ибрагимовым, новым тренером стал бывший шведский теннисист Магнус Норман. Однако уже через полгода Соболенко объявила о начале сотрудничества с Дмитрием Турсуновым. Работа с ним часто проходила достаточно эмоционально, они несколько раз прекращали сотрудничество, но затем Турсунов возвращался в команду Соболенко, в 2020 году они завершили совместную работу. После этого некоторое время Соболенко тренировалась под руководством немецкого тренера Дитера Киндлмана, а затем её тренером стал давний спарринг-партнёр Антон Дубров.

## Стиль игры
По оценке председателя Белорусской теннисной федерации Александра Шакутина, бойцовские качества Соболенко превалируют над её физической формой, благодаря чему она «умеет выигрывать казалось бы, абсолютно безнадёжные матчи».
Стиль игры Соболенко характеризуется агрессивностью, сопровождающейся значительным количеством виннеров и невынужденных ошибок. Выделяется своими мощными подачами, обусловленными антропометрическими данными теннисистки.